# José de Abreu Resende
José de Abreu Resende (Pedralva, 7 de junho de 1905) foi um político brasileiro do estado de Minas Gerais.
Formou-se em Direito pela Universidade do Brasil em 1931. Advogou em sua terra natal, onde foi vereador e presidente da Câmara, por dezoito anos, e, posteriormente, prefeito municipal.
Em 1933, participou da formação do Partido da Lavoura, Comércio e Indústria.
Foi deputado estadual em Minas Gerais pelo PTN de 1947 a 1951, quando foi o 4º Secretário da Mesa da Assembléia Constituinte..